# Prionopetalum glomeratum
Prionopetalum glomeratum är en mångfotingart som beskrevs av Carl Graf Attems 1935. Prionopetalum glomeratum ingår i släktet Prionopetalum och familjen Odontopygidae. Inga underarter finns listade i Catalogue of Life.